# Ebian
Ebian, tidigare stavat Opien, är ett autonomt härad för yi-folket som lyder under Leshans stad på prefekturnivå i Sichuan-provinsen i sydvästra Kina.